# CSM Volei Alba Blaj
Clubul Sportiv Municipal Volei Alba Blaj, cunoscut în mod obișnuit ca CSM Volei Alba Blaj, este un club profesionist de volei din Blaj, România.

## Istoric
Fondată în anul 2011, echipa își desfășoară meciurile de pe teren propriu în Sala „Transilvania” din Sibiu, cu o capacitate de 1.850 de locuri. În 2018, echipa din Blaj a ajuns până în Final 4 al Ligii Campionilor CEV, o premieră în istoria clubului.
Pe 5 mai 2018, CSM Volei Alba Blaj a reușit un succes istoric pentru voleiul din România după ce s-a calificat în finala Ligii Campionilor CEV, în urma unei victorii cu 3–1 împotriva Galatasaray SK Istanbul în semifinala disputată la Sala Polivalentă din București.
Tot în 2018, Consiliul Local Blaj și Consiliul Județean Alba au decis de comun acord să sprijine construirea unei săli de sport noi cu 2.000 de locuri. Termenul avansat pentru inaugurarea acesteia este anul 2020.

## Palmares

### Național
Divizia A1
 Campioane (7): 2015, 2016, 2017, 2019, 2020, 2022, 2023
 Cupa României
 Câștigătoare (5): 2017, 2019, 2021, 2022, 2025
 Supercupa României
 Câștigătoare (2): 2021, 2023

### European
Liga Campionilor CEV
 Finalistă (1): 2018
 Cupa CEV
 Finalistă (2): 2019, 2023
 Cupa Challenge
 Finalistă (1): 2021

## Recorduri europene
Pe 6 mai 2018, în finala Ligii Campionilor 2018, CSM Volei Alba Blaj a făcut un record cu cel mai rău scor încasat într-o finală de cupă europeană de când s-a adoptat sistemul cu punct pentru fiecare acțiune, realizând doar 45 puncte: VakifBank Istanbul – CSM Volei Alba Blaj 3–0 (25-17, 25-11, 25-17).
Pe 19 martie 2019, în meciul tur al finalei Cupei CEV 2019, CSM Volei Alba Blaj a făcut un record cu cel mai rău scor încasat într-o finală de Cupă CEV (feminin) de când s-a adoptat sistemul cu punct pentru fiecare acțiune, realizând doar 49 puncte: CSM Volei Alba Blaj – Unet e-work Busto Arsizio 0–3 (19-25, 16-25, 14-25).
Pe 17 martie 2021, în meciul tur al finalei Cupei Challenge 2021, CSM Volei Alba Blaj a făcut un record cu cel mai rău scor încasat într-o finală de Cupă Challenge de când s-a adoptat sistemul cu punct pentru fiecare acțiune, realizând doar 46 puncte: CSM Volei Alba Blaj – System9 Yesilyurt 0–3 (12-25, 18-25, 16-25). Acest record a fost egalat o săptămână mai târziu, pe 24 martie în meciul retur: System9 Yesilyurt – CSM Volei Alba Blaj: 3–0 (25-17, 25-17, 25-12).

## Echipă

### Echipa actuală
Echipa în sezonul 2024–2025:
| Naționalitate / Nume | Post      | Număr |
| -------------------- | --------- | ----- |
| Alexandra Ciucu      | Libero    | 1     |
| Diana Veres          | Libero    | 2     |
| Yelizaveta Ruban     | Extremă   | 3     |
| Katerina Valkova     | Ridicător | 4     |
| Iman Isanović        | Extremă   | 5     |
| Marta Matejko        | Universal | 6     |
| Raisa Ioan           | Centru    | 7     |
| Lenka Skalicka       | Ridicător | 8     |
| Monika Krasteva      | Universal | 9     |
| Paula Partnoi        | Extremă   | 10    |
| Mara Leao            | Centru    | 11    |
| Daria Ocenic         | Extremă   | 13    |
| Roxana Roman         | Centru    | 14    |
| Isidora Kockarević   | Extremă   | 15    |
| Amina Shackelford    | Universal | 16    |
| Drussyla Felix Costa | Extremă   | 17    |
| Olena Kharchenko     | Centru    | 25    |
| Amelie Rotar         | Extremă   | 88    |

## Banca tehnică
| Naționalitate / Nume        | Post               |
| --------------------------- | ------------------ |
| Guillermo Naranjo Hernández | Antrenor principal |
| Marco Chiodini              | Antrenor secund    |
| Constantin Alexe            | Antrenor secund    |